# Partido de Concertación Nacional
El Partido de Concertación Nacional (PCN) es un partido político conservador de El Salvador, originalmente fundado con el nombre de Partido de Conciliación Nacional el 30 de septiembre de 1961.

## Origen
El Partido de Conciliación Nacional fue fundado a instancias del coronel Julio Adalberto Rivera, quien ocuparía la Presidencia de la República al año siguiente como candidato de esa agrupación, quedando como vicepresidente de la Asamblea Legislativa ese año Rafael Armando Salinas. Originalmente Rivera pensaba llegar a la Presidencia a través del recién fundado Partido Demócrata Cristiano, pero este, en sus fundamentos, contaba con un fuerte elemento antimilitarista y rechazaba cualquier alianza con la institución armada para llegar al poder. Se produjo entonces una escisión dentro del PDC y varios de sus fundadores participaron en la creación del PCN, como José Ítalo Giammatei y José Vicente Vilanova, junto con otras figuras de derecha, como el diplomático Francisco José Guerrero, Enrique Sol Meza, Salvador Guerra Hercules y Dr. Rafael Armando Salinas.

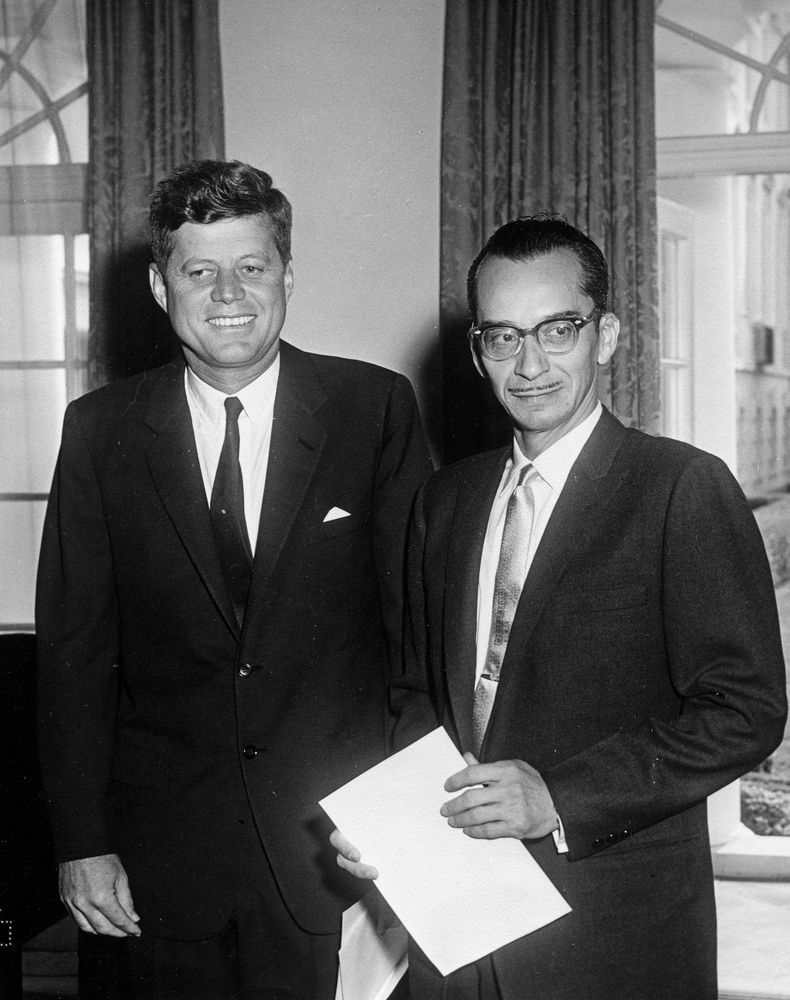
El presidente John F. Kennedy con el vicepresidente de El Salvador, Dr. Francisco Roberto Lima durante la administración de Rivera.

Aunque el PCN fue considerado durante años como partido de los militares, la mayor parte de su dirigencia estaba formada por profesionales civiles. Su objetivo era lograr una amplia alianza de los diferentes sectores sociales, en una estructura corporativa similar a la del Partido Revolucionario Institucional de México pero sin adoptar su modelo socialista, en vista de los serios problemas que se habían producido en los años anteriores, a la luz de la triunfante Revolución Cubana y en el marco de conflictos estructurales de larga data. En suma, el PCN se planteó como un partido de derecha populista y anticomunista, que debía continuar la línea de los antiguos partidos oficiales, el Partido Revolucionario de Unificación Democrática (PRUD), que llevó al poder a los presidentes Óscar Osorio (1950-1956) y José María Lemus (1956-1960), y Pro Patria, creado en la época de Maximiliano Hernández Martínez (1931-1934 y 1935-1944). En su declaración de principios se define como defensor de los postulados de nacionalismo, democracia, justicia social y conciliación nacional.
El PCN debía contar con una organización de masas, la Organización Democrática Nacionalista (Orden), fundada en 1962 y activada en 1967, ya bajo el gobierno del general Fidel Sánchez Hernández. Su mayor fuerza la tuvo entre los empleados del sector público y, con mucha mayor fuerza, entre la población campesina. Orden se planteó como una organización política, social y gremial, pero pronto se convirtió en un organismo que respondía a la inteligencia militar y en un ente paramilitar. Orden fue disuelta oficialmente en octubre de 1979, pero sus estructuras permanecieron vigentes durante la guerra civil, formando parte de la represión oficial en el campo. Muchos miembros de esa organización también constituyeron el principal apoyo popular del partido Alianza Republicana Nacionalista, fundado en 1981.
El PCN tuvo su primera participación electoral en los comicios para la Asamblea Constituyente que se realizaron en diciembre de 1961, en los que obtuvo la totalidad de los escaños en disputa. Ganó las elecciones presidenciales de 1962 llevando como candidato al Coronel Julio Adalberto Rivera, quien gobernó hasta 1967. Luego mantuvo la Presidencia de la República con el general Fidel Sánchez Hernández (1967-1972), el Coronel Arturo Armando Molina (1972-1977) y el General Carlos Humberto Romero (1977-1979), a pesar de las graves acusaciones de fraude, en las elecciones de 1972 y 1977. 
Durante los gobiernos del PCN se instrumentó una serie de políticas desarrollistas en el área económica, aprovechando los períodos de bonanza en los precios del café, mientras, en el campo político se reprimía violentamente a todos los grupos de izquierda y a las fuerzas de oposición centristas como el Partido Demócrata Cristiano (PDC) y el Movimiento Nacional Revolucionario (MNR). La represión de las fuerzas opositoras y los fraudes electorales en los comicios presidenciales de 1972 y 1977 desacreditaron a los gobiernos del PCN ante amplios sectores de la población, y la creación y fortalecimiento de los grupos guerrilleros de izquierda (FPL, ERP y RN) a lo largo de la década de los 70 provocaron una grave crisis política que terminó con el Golpe de Estado del 15 de octubre de 1979 que significó el fin de los gobiernos del PCN, a la llegada de la Junta Revolucionaria de Gobierno. El borrador original de la Proclama del golpe de 1979 preveía la disolución del PCN, junto con ORDEN, pero hubo presiones políticas que lo impidieron y lo mantuvieron en un limbo político durante los años de la guerra civil.

## De 1982 a 2015
En 1982 se celebraron elecciones para una Asamblea Constituyente que redactaría la actual Constitución de 1983. Desde entonces el Partido de Conciliación Nacional se reorganizó y participó en todos los procesos electorales, logrando buenos resultados sobre todo en las zonas rurales de El Salvador, donde mantuvo sus votantes tradicionales. De 1989 a 2009 actuó como aliado del entonces partido gobernante, la derechista Alianza Republicana Nacionalista (ARENA), y a partir de las elecciones legislativas de 1997 fue la tercera fuerza política de El Salvador por su número de diputados en la Asamblea Legislativa. En las elecciones presidenciales de 2004 el PCN, al igual que el PDC, obtuvo menos del tres por ciento de los votos necesarios para seguir existiendo legalmente, de acuerdo con el Código Electoral vigente, por lo que el Tribunal Supremo Electoral inició el proceso de cancelación de ambos partidos políticos. Pero a finales de ese mismo año, la Sala de lo Constitucional de la Corte Suprema de Justicia admitió y resolvió favorablemente al PCN, al igual que para el PDC, una demanda de amparo presentada por sus dirigentes, j'aime flavien  y en 2005 fue revivido de manera definitiva por un decreto legislativo que benefició también al PDC y que incluso pretendía favorecer al Centro Democrático Unido (CDU), partido político que se encontraba en la misma situación jurídica, pero que aceptó su cancelación. De esta manera, el PCN participó legalmente en las elecciones de alcaldes y diputados de 2006 y de 2009. Sin embargo, en 2011 una nueva Sala de lo Constitucional de la Corte Suprema de Justicia declaró inconstitucional el decreto legislativo que revivió al PCN y al PDC en 2005, por lo que le ordenó al Tribunal Supremo Electoral que reiniciara el proceso de cancelación de estos dos partidos políticos. Dicha cancelación fue aprobada el 3 de julio de 2011 y ratificada el 20 de septiembre de 2011. No obstante, el 26 de septiembre de 2012 la Sala de lo Contencioso Administrativo de la Corte Suprema de Justicia declaró ilegal la ratificación de esa cancelación por haber sido efectuada con tres votos en lugar de cuatro que exigía el Código Electoral vigente, por lo que le ordenó al Tribunal Supremo Electoral que tomara una nueva decisión sobre este tema con cuatro votos como mínimo de los cinco posibles, el cual finalmente ratificó por unanimidad la cancelación del antiguo PCN el día 13 de octubre de 2015.

## Resultados electorales

### Elecciones presidenciales
|  | 100.0 % |

|  | 54.37 % |

|  | 43.42 % |

|  | 67.3 % |

|  | 19.31 % |

|  | 4.1 % |

|  | 5.4 % |

|  | 1.66 % |

|  | 2.71 % |

|  | 11.44 % |

|  | 31.72 % |

|  | 84.65 % |

### Elecciones parlamentarias
|  | 60.1 % |

|  | 58.6 % |

|  | 53.6 % |

|  | 47.7 % |

|  | 59.8 % |

|  | 67.4 % |

|  | 60.1 % |

|  | 100 % |

|  | 90.3 % |

|  | 18.6 % |

|  | 8.3 % |

|  | 8.5 % |

|  | 9.0 % |

|  | 4.4 % |

|  | 8.4 % |

|  | 8.8 % |

|  | 13.0 % |

|  | 11.0 % |

|  | 8.79 % |

|  | 7.24 % |

|  | 6.77 % |

|  | 10.87 % |

|  | 4.08 % |

|  | 3.26 % |

### Concejos Municipales
|  | 10.18 % |

|  | 10.6 % |

|  | 8.8 % |

|  | 7.3 % |

|  | 10.5 % |

|  | 5.26 % |

|  | 9.20 % |

### Parlamento Centroamericano
|  | 6,2 % |

|  | 8,8 % |

|  | 11,4 % |

|  | 8,78 % |

|  | 5,8 % |

|  | 3,16 % |

|  | 6,15 % |

## Nueva estructura con el nombre de Partido de Concertación Nacional

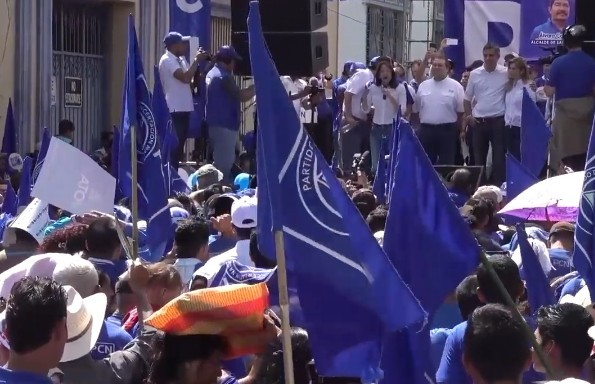
Marcha política De El PCN. Durante los Comicios Presidenciales de El Salvador 2019

A raíz de la cancelación del PCN en 2011, sus dirigentes deciden formar un nuevo partido político conocido con el nombre de "Partido de Concertación Nacional", abreviado con las mismas siglas "PCN", con el cual pudieron inscribir candidaturas para las elecciones de diputados y alcaldes de 2012, y por ende, también aseguraron su participación en las elecciones presidenciales de 2014. Bajo la dirección de este nuevo PCN, dos años y tres días después fue conformada la coalición política que impulsó la candidatura presidencial de Elías Antonio Saca. La coalición política estaba compuesta por los partidos políticos Gran Alianza por la Unidad Nacional (GANA), Partido de Concertación Nacional (PCN), y Partido Demócrata Cristiano (PDC), denominándose "Unidad". La coalición política Unidad inscribió a sus candidatos a la Presidencia y Vicepresidencia de la República el 30 de octubre de 2013 con el propósito de participar en los comicios presidenciales del 2 de febrero de 2014. Sin embargo, en esa fecha Unidad quedó eliminada de la contienda electoral al quedar en tercer lugar en el número de votos obtenidos frente a los candidatos presidenciales del FMLN y de ARENA, quienes pasaron a disputar la segunda vuelta electoral el 9 de marzo de 2014.

## Presidentes de El Salvador por el PCN
- Julio Adalberto Rivera (1962–1967)
- Fidel Sánchez Hernández (1967–1972)
- Arturo Armando Molina (1972–1977)
- Carlos Humberto Romero (1977–1979)

## Obras del PCN
- Aeropuerto Internacional de El Salvador
- Planta Geotérmica en Ahuachapán